# Neotoxoptera formosana
Neotoxoptera formosana är en insektsart som först beskrevs av Takahashi, R. 1921.  Neotoxoptera formosana ingår i släktet Neotoxoptera och familjen långrörsbladlöss. Inga underarter finns listade i Catalogue of Life.